# Loure (danza)

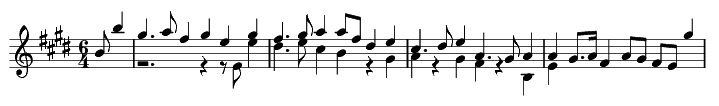
Il tema principale della Loure tratta dalla terza Partita per violino solo di J.S. Bach.

La loure /luːr/ è una danza di origine francese del XVII e XVIII secolo, probabilmente nata in Normandia al suono di uno strumento musicale dal nome omonimo (somigliante a una musette de cour). Questa danza presenta un andamento moderato in tempo composto e  binario in 64 oppure in 68, e possiede un inizio in anacrusi. Tuttavia, la loure non riuscì a ottenere molta notorietà e neppure a decollare come danza colta, sebbene fosse stata inserita all'interno delle suite. Per fare alcuni esempi, Giovanni Battista Lulli ne compose una per la sua opera Alceste; Johann Sebastian Bach ne scrisse una per la sua quinta Suite francese e ne inserì una anche nella Partita per violino solo n. 3.